# Bond Equipe
Der Bond Equipe ist ein Sportwagen, der von 1963 bis 1971 von Bond Cars in Preston (Lancashire) als erstes Auto mit vier Rädern des Herstellers gebaut wurde.

## Beschreibung

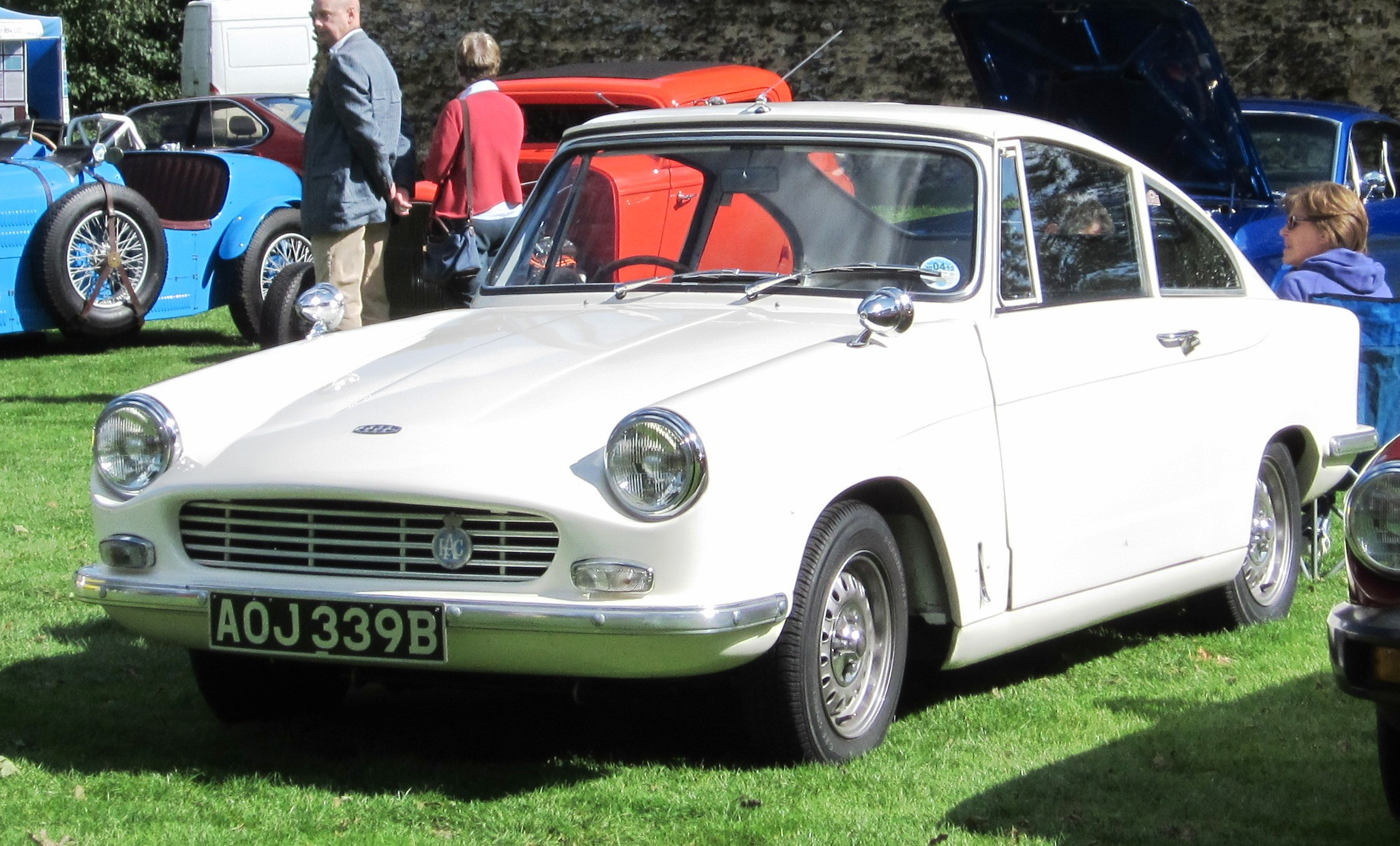
Bond Equipe 1200 (1964)

Der erste Equipe, der GT, saß auf dem Fahrgestell eines Triumph Herald und hatte eine GFK-Karosserie mit Fließheck. Auch andere Bauteile von Triumph kamen zum Einsatz, zum Beispiel Spritzwand, Windschutzscheibe und Türen. 1964 kam der GT4S heraus, der eine überarbeitete Karosserie mit Doppelscheinwerfern und zu öffnender Heckklappe hatte. Er wurde, wie der Triumph Herald, von einem Reihenvierzylindermotor mit 1147 cm³ Hubraum angetrieben, dessen Leistungsabgabe mit 63–67 bhp (46–49 kW) der des Triumph Spitfire entsprach. 1967 wurde diesem Fahrzeug der GT4S 1300 mit dem neuen Spitfire-Motor zur Seite gestellt. Sein Motor besaß einen Hubraum von 1296 cm³ und gab eine Leistung von 75 bhp (55 kW) ab.
Eine weitere 1967 eingeführte Variante war der 2-litre GT mit sanfteren Karosserielinien. Er war auf dem Chassis des Triumph Vitesse aufgebaut, von dem er auch den Sechszylinder-Reihenmotor mit 1998 cm³ und 95 bhp (70 kW) hatte. Es gab den Wagen als Coupé und später auch als Cabriolet. Sie erreichten eine Höchstgeschwindigkeit von 160 km/h und boten eine respektable Beschleunigung. Ein stärkerer Motor mit 104 bhp (76 kW) und das Cabriolet wurden zusammen mit dem Triumph Vitesse Mk. II 1968 eingeführt.
Mit der Übernahme von Bond durch Reliant im Juli 1970 endete die Produktion und die Fabrik in Preston wurde geschlossen. Insgesamt entstanden 2956 Equipe.